# Ирина Папанчева
Ирина Папанчева е българска общественичка и писателка.

## Биография
Родена е на 2 март 1975 г. в Бургас. Завършва паралелка с литературен профил в СХEУ „Св. св. Кирил и Методий“ в родния си град, а по-късно и магистратура по славянска филология – Чешки език и литература в Софийския университет „Св. Климент Охридски“ и Европейска интеграция и развитие – Европейска политика и социална интеграция в Свободния фламандски университет в Брюксел (Vrije Universiteit Brussel).
Работи като журналист, редактор, преводач и правозащитник., консултант. Била е зам.-кмет на Столична община.
Инициатор и дълги години председател на Сдружение за инициативи по заекването.

Живее в Брюксел, Белгия.

## Отличия и награди
Носителка е награда на участниците „Южна пролет – 2008“ за „Почти интимно“ (2008).
Има номинация за „Анабел“ в конкурса на Фондация „Елизабет Костова“ и издателство „Open Letter Books“ в Университета в Рочестър за Съвременен български роман (2014).